# Mardin

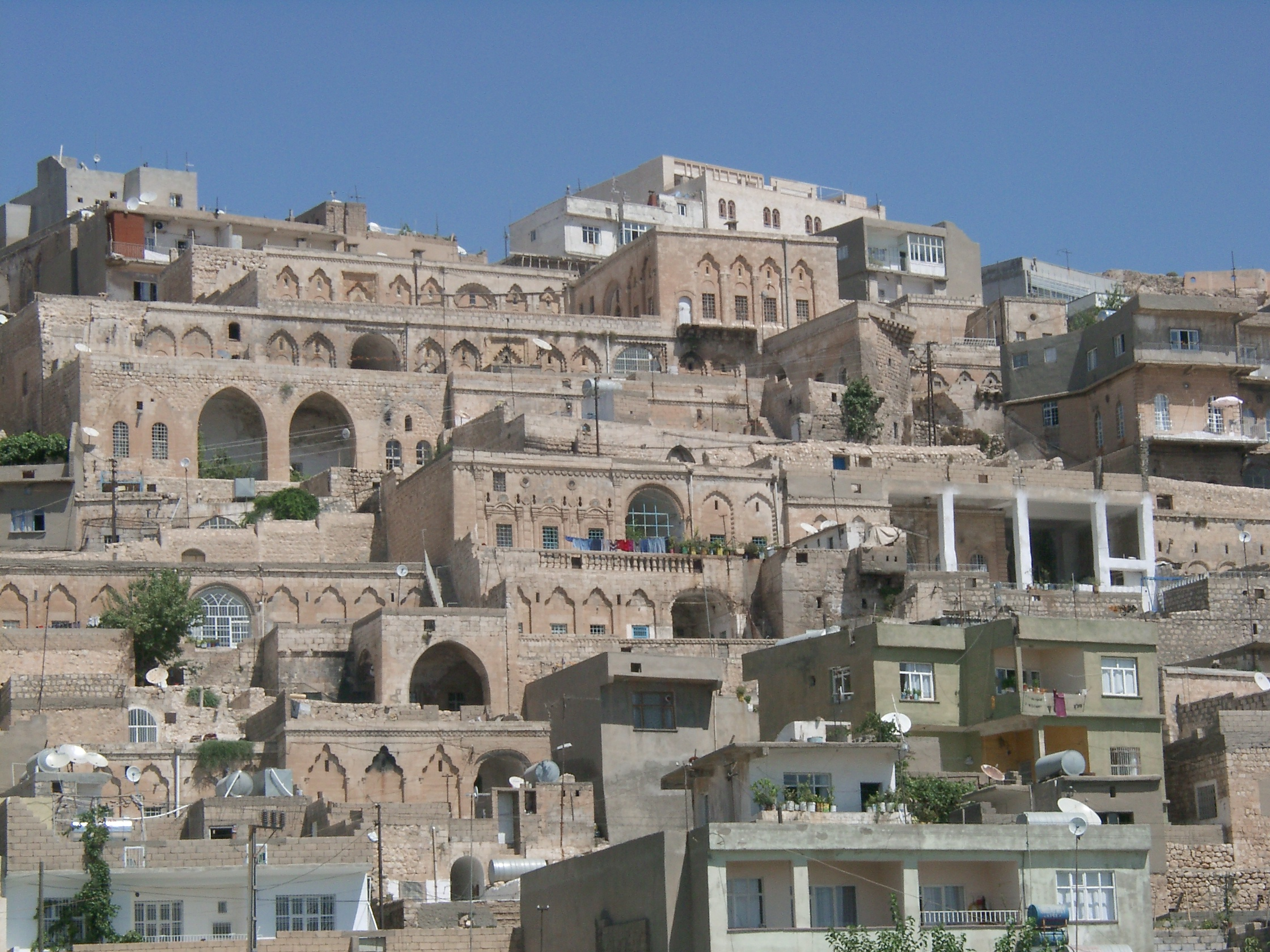
Zona veche a orașului Mardin

Mardin (siriacă: ܡܪܕܝܢ; Arabă :ماردين; Kurdă: Mêrdîn, în latină Marida), este un oraș din sud-estul Turciei, capitala provinciei omonime, provincia Mardin, în partea turcă a Mesopotamiei. Orașul se află la aproximativ 20 km, la nord de granița cu Siria și nu departe de Irak. .

## Etimologie

Provincia Mardin

Mardin, poate proveni de la cuvântul sirian merdā (ܡܶܪܕܺܝܢ) care înseamnă „fortăreață”, „cetate”. După o altă ipoteză, numele orașului poate proveni de la cuvântul arab mārid (مارد)care înseamnă „rebel”, ca și cuvântul armean mardik, o altă posibilă etimologie.

## Istoric
Prima atestare documentară a fortăreței Mardin apare în opera Res Gestae a Fine Corneli Taciti – XIX, 9, 4 a istoricului bizantin Ammianus Marcellinus (330-395 d.H.).
În 131 î.H., Mardin a fost integrat în regatul Urfa (condus de dinastia Agbar, convertită la creștinism în 206). În 249 d.H., Mardin intră sub administrație romană, iar, din secolul al IV-lea, sub administrare bizantină, unde rămâne până în anul 640 când este cucerit de către ‘Iyād bin Gānim, un comandant militar al califului Omar. Mardin va fi guvernat de către dinastia omaiadă (capitala la Damasc), apoi de către dinastia Abbasizi (capitala la Bagdad). 

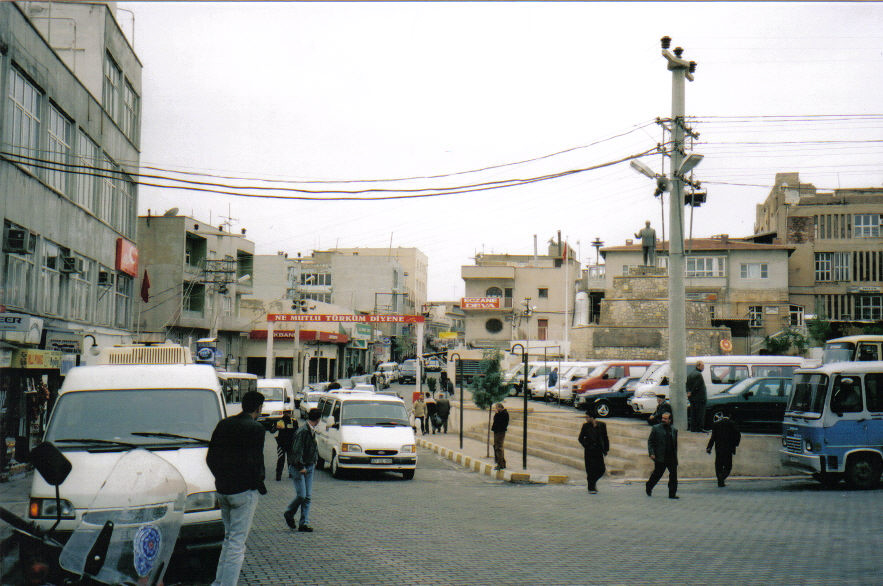
Piața Atatürk din Mardin

În 1105, Mardinul este cucerit de către Il Ghazi Bey care stabilește aici capitala statului Artuklu Beyliği. În cei 304 cît a durat regatul Artuklu Beyliği, Mardinul a cunoscut o dezvoltare fără precedent. 
Timur Lenk (Tamerlan) a încercat în 1393 și în 1395 să cucerească Mardinul, însă fără succes. 
În 1380, orașul este cucerit de către Kara Yusuf, comandantul confederației tribale oghuze Karakoyunlu (cei cu oile negre). În 1462, Uzun Hasan, comandantul confederației tribale Akkoyunlu (cei cu oile albe) preia orașul Mardin. În 1517, Mardinul intră în componența Imperiului Otoman, apoi după destrămarea acestuia, rămâne parte integrantă a Turciei (1923).

## Amestec de populații

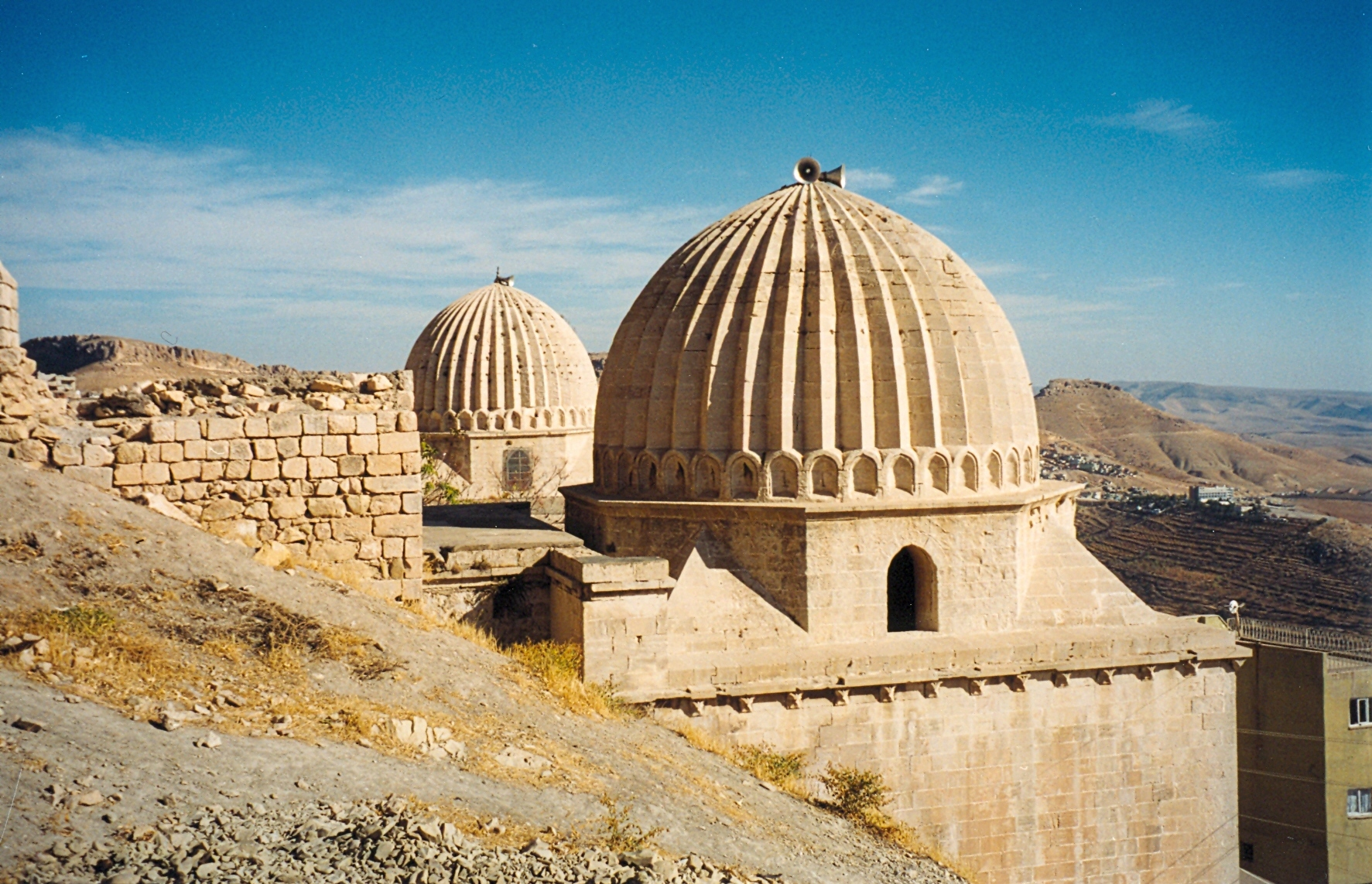
Domul Sultan Isa

Mardinul este considerat un oraș tolerant, toleranță datorată amestecului de populații: turci, arabi, kurzi, armeni; de cele mai diverse credințe: islam (hanefit, șafiit), creștinism (diverse culte), yazidism etc. Până nu de mult aici trăia și o înfloritoare comunitate iudaică, azi dispărută. . 

## Limbi vorbite la Mardin
La Mardin se vorbesc mai multe limbi: turca, kurda kurmangi, araba mardineză, neo-aramaică etc. Cei mai mulți mardinezi vorbesc cel puțin două dintre aceste limbi.

## Monumente

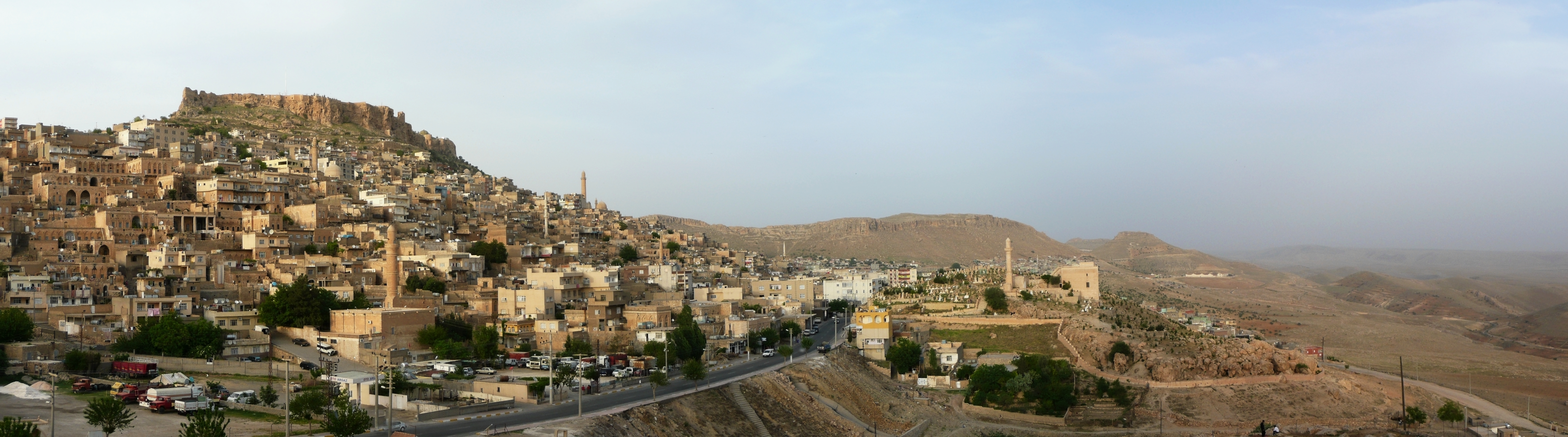
Mardin

Mardin este un muzeu în aer liber. Aici se găsesc adevărate bijuterii ale artei islamice cum ar fi școlile coranice (Medresă) Zinciriyye, Kasımiyye și Sitti Radviyye; moschee, cum ar fi, marea moschee Ulu Cami, cea mai veche din Mardin, devenită emblema orașului. Minaretul datează din 1176. Alte obiective turistice sunt moscheele Abdullatif (1314) și Reyhaniye (1756).
De asemenea, Mardinul are foarte multe biserici și mănăstiri, cum ar fi biserica Kırklar (Patruzeci de martiri) sau faimoasa mănăstire Deyrüzzaferân Manastırı.

## Ecranizare
Serialul Sıla (numele românesc: "Puterea destinului") a fost realizat în 2006 și a fost terminat în 2008. Acțiunea se petrece aproape integral în orașul Mardin, mai exact în zona veche a acestuia, cu câteva episoade realizate în Istanbul.